# Pflanzenformation
Als Pflanzen- oder Vegetationsformation (gleichbedeutend sind auch die Begriffe Vegetationsform, Vegetationslandschaft oder Vegetationstyp) werden z. B. „Laubwald“, „Grasland“, „Wüste“ oder „Strauchsteppe“ bezeichnet; aber auch Kulturlandschaften wie „Heide“ oder „Macchia“. Pflanzenformation ist ein Oberbegriff aus der Biologie (genauer Geobotanik) und der Geographie (genauer Pflanzengeographie). Auch der Begriff Landschaftstyp wird häufig synonym verwendet, wenngleich hier der Schwerpunkt weniger auf der Vegetation liegt.
Eine Pflanzenformation ist demnach in erster Linie die Vegetationsdecke einer Region nach gleichartiger Gestalt- und Wuchsformen (z. B. Wald, Steppe oder Wüste), die dahingehend als Einheit mit den sie charakterisierenden Pflanzengemeinschaften (z. B. Laubbäume) abgegrenzt werden kann. Zudem werden im globalen Maßstab das Klima und andere abiotische Faktoren zur Abgrenzung hinzugezogen. So kann z. B. die Wiesentundra von der Grassteppe abgegrenzt werden, die allein nach ihrer Erscheinung kaum unterschieden werden könnten.
Bei den Formationen spielt die genaue Zusammensetzung der vorhandenen Arten keine Rolle. Auch unverwandte Lebensformen (und -gemeinschaften) können aufgrund ähnlicher Umweltbedingungen gleichartige (analoge) Erscheinungsbilder entwickeln. So ist beispielsweise das Arteninventar im feuchten Tropenklima Indonesiens sehr unterschiedlich zu dem Amazoniens – dennoch ist in diesen beiden getrennten Regionen ein verblüffend ähnlich aussehender Vegetationstyp entstanden: der tropische Regenwald.
Während die Pflanzenformationen zur abstrakten Grobgliederung im großräumigen Maßstab verwendet werden, benötigt man zur Feingliederung das Konzept der Pflanzengesellschaften, bei dem die Artenzusammensetzung entscheidend ist.

## Wissenschaft und Anwendung
Auch vollkommen unterschiedliche, nicht verwandte Arten entwickeln unter gleichen Lebensbedingungen ähnliche Wuchsformen und Lebensstrategien (Konvergenz).
Die wissenschaftliche Diagnose der Formation geschieht vor allem über die Lage der Erneuerungsknospen (Lebensformen nach Raunkiær), mit deren Hilfe man einordnen kann, um welche Wuchsform (z. B. einjährige Pflanze, Zwergstrauch, Baum) es sich handelt. Weitere Untergliederungen nach Blattformen, Wasserspeicherung u. ä. sind möglich, zudem eine Untersuchung der prägenden Umweltfaktoren Klima, Boden, Relief, Gestein oder Wasserhaushalt.
Ist eine Pflanzenformation – bzw. die potentielle natürliche Formation – analog zu einer Klimazone geozonal auf der Erde angeordnet, spricht man von einer Vegetationszone.

## Globale terrestrische Formationen
Die Abgrenzung im globalen Maßstab nach klimatischen Parametern führt zu etwa 15 bis 30 verschiedenen terrestrischen Pflanzenformationen wie beispielsweise in der folgenden Auflistung:

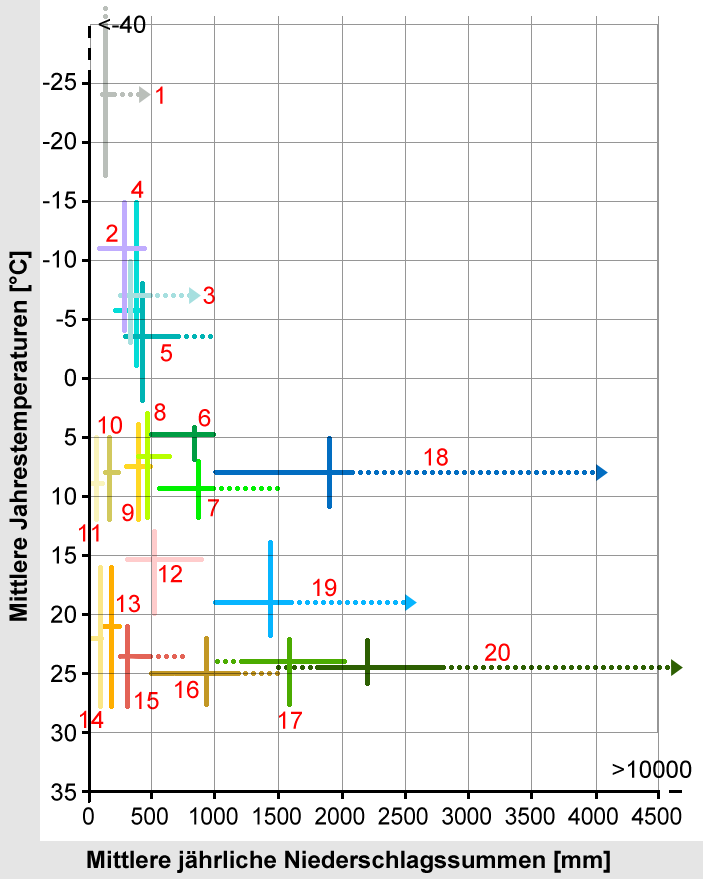

(Die Ziffern beziehen sich auf die nebenstehende Gliederungsgrafik):
- Eis- u. Kältewüsten (1)
- Tundren u. subpolare Heiden (2)
- Waldtundren (3)
- Hochkontinentale boreale Nadelwälder (4)
- Gemäßigte boreale Nadelwälder (5)
- Laub- u. Nadelmischwälder (6)
- Sommergrüne Laubwälder (7)
- Waldsteppen (8)
- Gras-, Strauch- u. Trockensteppen (9)
- Winterkalte Halbwüsten (10)
- Winterkalte Vollwüsten (11)
- Hartlaubvegetation (12)
- Heiße Halbwüsten (13)
- Heiße Vollwüsten (14)
- Dornstrauch- u. Kakteensavannen (15)
- Regengrüne Trockenwälder u. -savannen (16)
- Regengrüne Feuchtwälder u. -savannen (17)
- Gemäßigte Regenwälder (18)
- Subtropische Feuchtwälder (19)
- Tropische Regenwälder (20)

Diese Gliederung entspricht den jeweiligen Temperatur- und Niederschlagsspannen, bei der die abgebildeten Vegetationstypen der Ebenen (Planare- und kolline Höhenstufe) nach heutigen Erkenntnissen in idealtypischer Weise weltweit ihr häufigstes Vorkommen haben. Hinzu kommen u. a. noch einige Pflanzenformationen der Gebirgsstufen:
-  Gemäßigte Bergwälder
-  Bergtrundra, alpine Matten u. Heiden
-  Hochlandsteppen u. -wüsten
-  Subtropische Bergwälder
-  Tropische Gebirgsregenwälder

(Alle genannten Typen entsprechen nach den gewählten Benennungen und der Farbgebung im Wesentlichen der für die Wikipedia erstellen Karte der Vegetationszonen)
Die Grafik suggeriert eine klare Zuordnung nach Temperatur und Niederschlag. Dies gilt jedoch ausschließlich für die eingezeichneten Bereiche! Eine Darstellung der kompletten (nicht nur der häufigsten) Vorkommen würde zu erheblichen Überschneidungen führen, die verdeutlichen, dass diese Art einer simplen „zweipoligen“ Zuordnung nur bei den Vegetationstypen extrem trockener, feuchter und kalter Klimate sinnvoll ist. Für trennschärfere Abgrenzungen sind weitere Klimaparameter – etwa die Dauer der Wachstumsperiode, die Zahl der ariden bzw. humiden Monate oder die Kontinentalität – notwendig.